# Juan León Pallière
Juan Pedro León Pallière (Río de Janeiro, Brasil, 1 de enero de 1823 - Lorris, Francia, 12 de febrero de 1887) fue un pintor francés de origen brasileño, quien se radicó en Buenos Aires en 1855. Sus obras se caracterizan por mostrar imágenes costumbristas del campo argentino, por el cual viajó en los años que estuvo en ese país.

## Infancia y juventud
Juan León Pallière nació el 1 de enero de 1823 en la ciudad de Río de Janeiro, en Brasil; sin embargo, al ser inscripto en el Registro Civil de Francia en aquella ciudad, es considerado francés y no brasileño. Era hijo de Arnaud Julien Pallière, un pintor, y de Agustina Elisa Julia Grandjean Ferreira. Pertenecía a una familia de artistas, tanto por el lado paterno como por el materno: su abuelo paterno había sido grabador y su tío había sido galardonado con el Premio de Roma; su abuelo materno, por su parte, había participado en la restauración de la tumba de Cecilia Metela en 1804.
Creció en su ciudad natal hasta los siete años de edad, cuando su padre decidió llevarlo a Francia, en 1830. Seis años más tarde, en 1836, inició sus estudios artísticos en la ciudad de París, en el taller de François Edouard Picot. Algunos autores afirman que el maestro de Pallière había sido Jules Eugene Lenepveu, cuando solo fue su compañero de clase.

## Regreso al Brasil y estudios en Europa
Tras un viaje a Río de Janeiro en 1848 arribó a Buenos Aires, ciudad donde se inscribió en la Academia de Bellas Artes, dirigida por Félix Emíle Taunay. En 1849 consiguió una beca que le permitió viajar en 1850 a Roma, donde continuó sus estudios en la Academia de Francia. Estudió en Europa hasta el año 1855.

## Obra
En las obras de Pallière se pueden observar imágenes costumbristas de la Argentina, pintadas con acuarelas, óleos, litografías y dibujos. Se destaca su obra El gaucho enamorado, también llamada Idilio criollo, la cual se encuentra expuesta en el Museo Nacional de Bellas Artes de Buenos Aires.

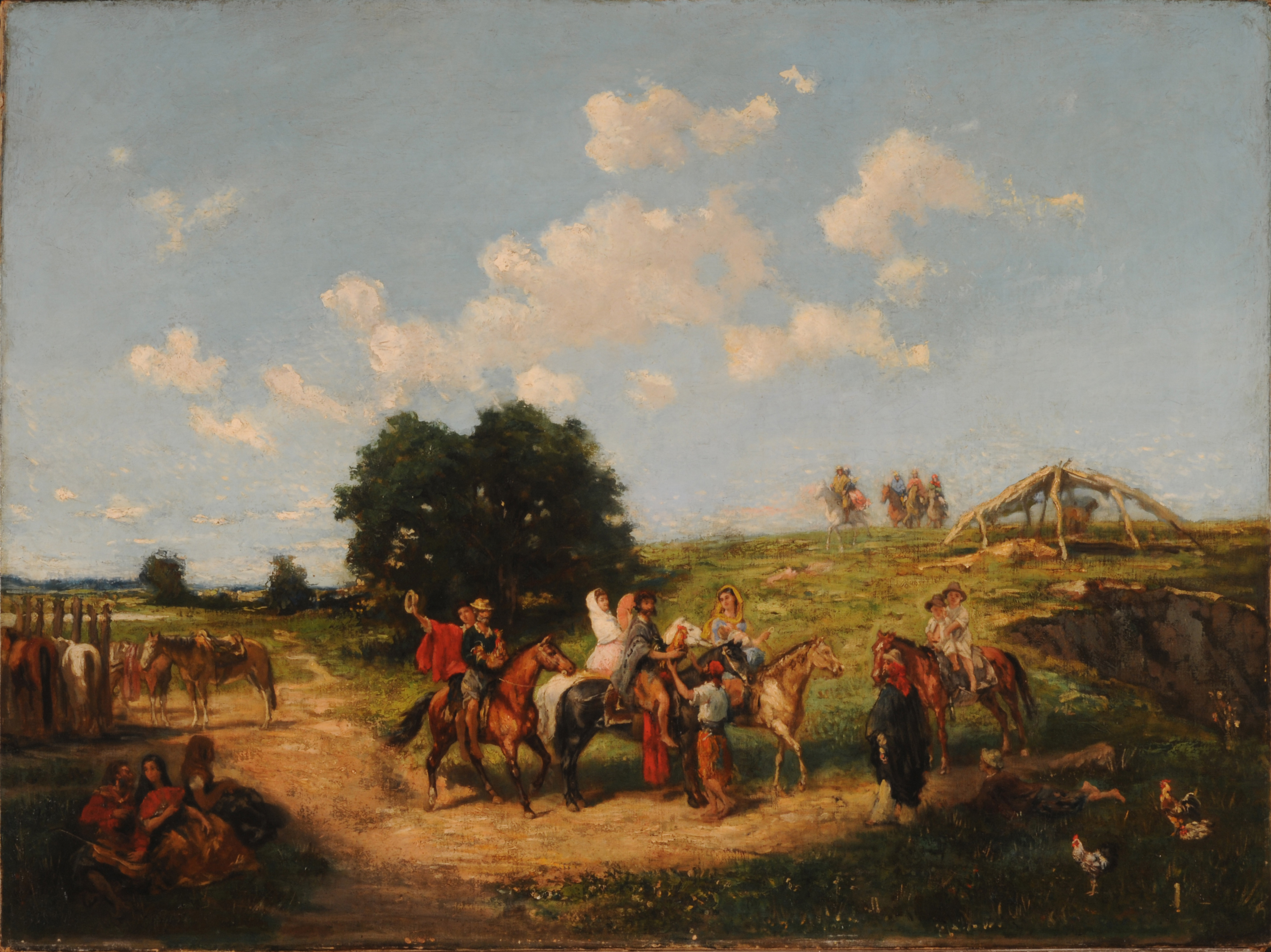
Camino al reñidero

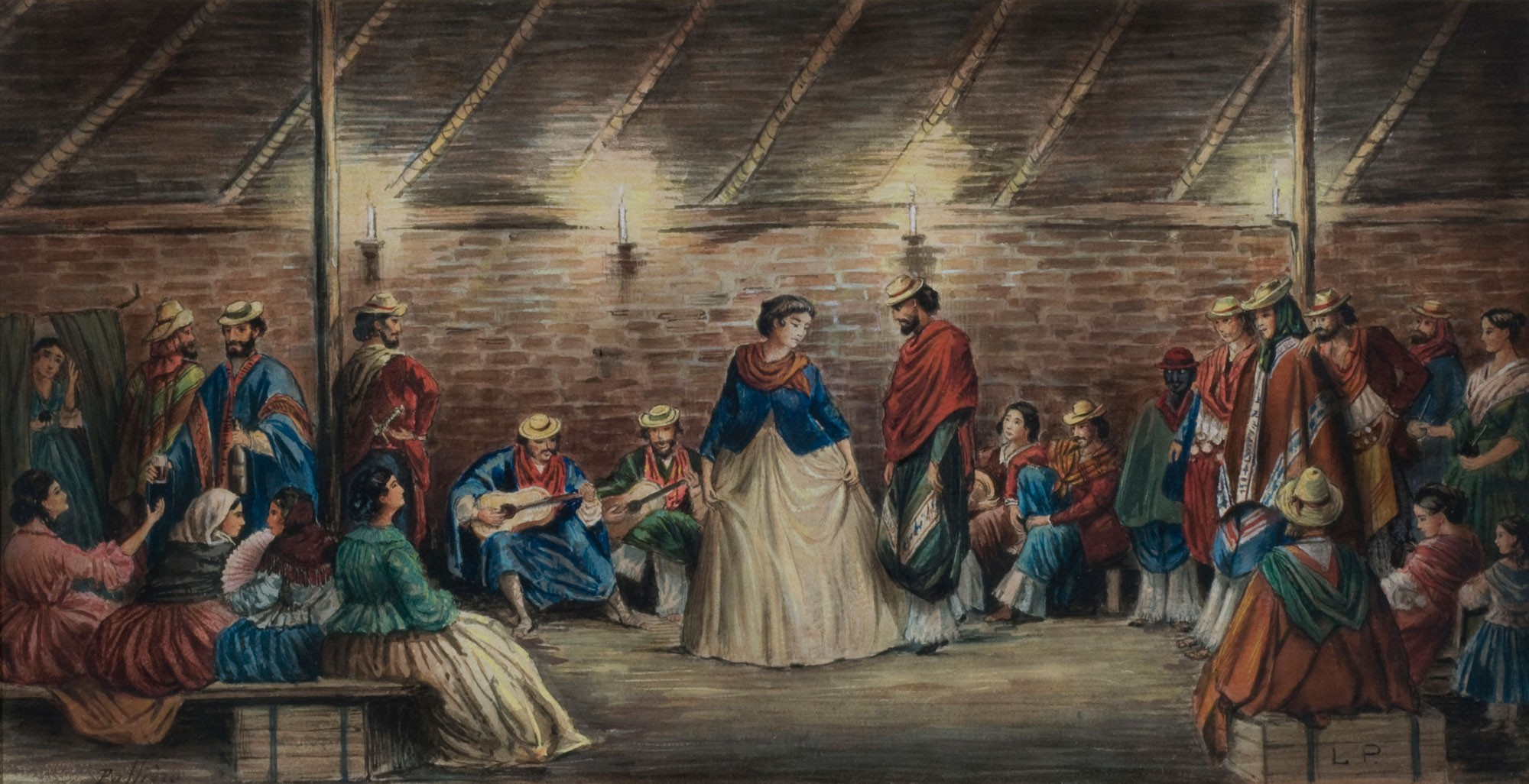
Bailando el gato

Radicado en la Argentina en 1855, realizó numerosos viajes por Chile, Brasil y Uruguay, hasta que partió hacia Francia en 1866.

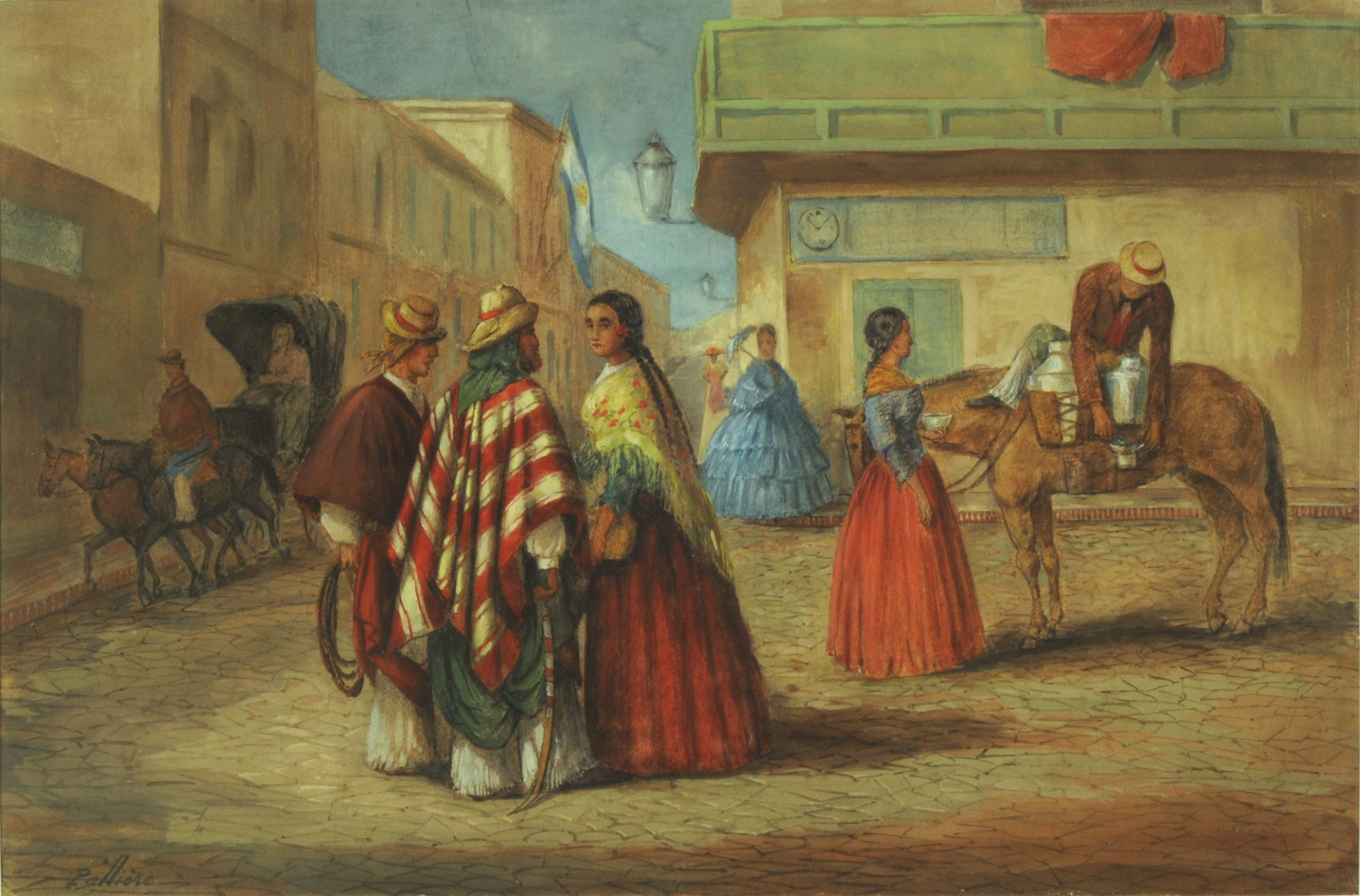
Esquina porteña